# West York (Illinois)
West York es un lugar designado por el censo ubicado en el condado de Crawford en el estado estadounidense de Illinois. En el Censo de 2010 tenía una población de 129 habitantes y una densidad poblacional de 374,49 personas por km².

## Geografía
West York se encuentra ubicado en las coordenadas 39°10′8″N 87°40′23″O / 39.16889, -87.67306. Según la Oficina del Censo de los Estados Unidos, West York tiene una superficie total de 0.34 km², de la cual 0.34 km² corresponden a tierra firme y (0%) 0 km² es agua.

## Demografía
Según el censo de 2010, había 129 personas residiendo en West York. La densidad de población era de 374,49 hab./km². De los 129 habitantes, West York estaba compuesto por el 98.45% blancos, el 0% eran afroamericanos, el 0% eran amerindios, el 0% eran asiáticos, el 0% eran isleños del Pacífico, el 0% eran de otras razas y el 1.55% pertenecían a dos o más razas. Del total de la población el 0% eran hispanos o latinos de cualquier raza.